# グラミー賞
グラミー賞（グラミーしょう、英語: Grammy Awards）は、アメリカの音楽専門家団体であるザ・レコーディング・アカデミーが主催する音楽賞。アメリカの音楽産業において優れた作品を創り上げたクリエイターの業績を讃え、業界全体の振興と支援を目的とする。
1959年5月4日に第1回授賞式を開催。賞は毎年アメリカで発売された楽曲と音楽家を対象に、ザ・レコーディング・アカデミーの会員の投票によって選考され、ノミネート作品の選出を経て、受賞者および受賞作品を選定している。

## 歴史
グラミー賞はハリウッド・ウォーク・オブ・フェーム計画から始まった。ウォーク・オブ・フェーム委員会に選出されたレコード会社の重役達は、ハリウッド大通りに星を埋め込まれることのない音楽業界のリーダー達が数多く存在することを理解しており、ウォーク・オブ・フェームの星に値する音楽業界の重要な人々のリストを編集していた。音楽業界の重鎮達はアカデミー賞やエミー賞のような音楽業界の賞を創立することを決心。これがナショナル・アカデミー・オブ・レコーディング・アーツ・アンド・サイエンス（現ザ・レコーディング・アカデミー）の始まりである。名称には蓄音機を発明したトーマス・エジソンに敬意を表しエディー賞が候補に挙がったが、1958年、最終的にエミール・ベルリナーが発明した蓄音機に因みグラミー賞と名付けられた。
1960年代には「The Best on Record」というタイトルでNBCで放映されていたが、1971年にはABCにて生放映される。1973年からはCBSが放映権を取得している。
なお、日本では「グラミー賞」創設に啓発されるかたちで、1959年に日本レコード大賞が創設されている。また、1977年イギリスにおいて、音楽雑誌グラモフォン誌が主催するクラシック音楽の賞グラモフォン・アワードと、英国レコード産業協会が主催するポピュラー音楽に関する賞ブリット・アワードが創設されている。
1997年にザ・レコーディング・アカデミーは当時のグラミー賞で十分にカバーできていなかったラテン・ミュージック部門の充実を目的とし、ザ・ラテン・レコーディング・アカデミー (旧ラテン・アカデミー・オブ・レコーディング・アーツ・アンド・サイエンス）を新たに設立。それにより2000年からラテン・グラミー賞が始まる。
2009年は7部門ノミネートのコールドプレイを筆頭にイギリス出身の音楽家が多くノミネートされ、最優秀レコード賞は全てイギリス出身の音楽家による作品が候補に選出された。
2013年2月に行われた第55回グラミー賞の中継番組は2837万人の視聴者数を獲得。

## 蓄音機形のトロフィー
金色の蓄音機を表現した金めっきのトロフィーはコロラド州リッジウェイのビリングス・アートワークスにより手作りされている。1990年、オリジナルのトロフィーのデザインは改訂され、損傷を防ぐためそれまでの軟鉛からより強い合金となり、トロフィーは以前より大きく壮大になった。受賞者の名前が刻まれたトロフィーは受賞者名の発表があるまで手にすることができないため、テレビで放送されるのは毎年同じ代用品である。

## 部門
以下の4部門は「主要4部門」として特に衆目を集める。これらの賞はジャンルで制限されない。
- Album of the Year（最優秀アルバム賞） - アルバム演奏者および製作チームに授与される。
- Record of the Year（最優秀レコード賞） - シングル曲演奏者および製作チームに授与される。
- Song of the Year（最優秀楽曲賞） - シングル曲の作詞者、作曲者に授与される。
- Best New Artist（最優秀新人賞） - この1年で著しい活躍をみせた新人に授与される。正確な発売日やデビュー日時は考慮されない。

主要4部門の受賞者はグラミー賞受賞者一覧を参照。
その他の賞はジャンルによってアートワークやビデオを含み演奏者や製作者に授与される。音楽業界へ長年貢献してきた者には特別賞が授与される。
2023年現在、84カテゴリーと膨大であり、様々なアーチストの演奏も行われることから、上記の主要4部門およびポップ・ミュージック、ロック、カントリー・ミュージック、ラップなど最も人気のあるジャンルから1から2カテゴリーの授賞式のみテレビ放送される。その他の賞は授賞式当日昼間からテレビ放送前に授与される。

### カテゴリー再編
2011年4月6日、NARASは2012年に行われる第54回グラミー賞のカテゴリーの多くの大幅な見直しを発表し、カテゴリー数は109から78に減少した。最も重要な変更点はラップ、ロック、リズム・アンド・ブルース、カントリー、ラップで男女、コラボレーションおよびデュオやグループの区別がなくなったことである。また、インストゥルメンタルのソロのいくつかのカテゴリーがなくなった。これらのカテゴリーは現在他のジャンルの最優秀ソロに含まれる。
ロック部門ではハードロックとメタルは一緒にされ、最優秀ロック・インストゥルメンタル・パフォーマンス賞は演奏者の減少により削除された。
リズム・アンド・ブルース部門ではコンテンポラリー・リズム・アンド・ブルースと他のリズム・アンド・ブルースとのアルバムの差異はなくなった。現在どちらも最優秀リズム・アンド・ブルース・アルバム賞として授与される。
ラップ部門ではソロとデュオおよびグループは合併され、最優秀ラップ・パフォーマンス賞となった。
アメリカン・ルーツ・ミュージック部門において大幅な削除が行われた。2011年まではハワイアン・ミュージック、ネイティブ・アメリカン・ミュージック、ザディコまたはケイジャン・ミュージックなどアメリカ国内の様々な地域の音楽のカテゴリーがあった。しかしこのカテゴリーでの演奏者の数が常に少なく、2009年に削除されたポルカと共に最優秀リージョナル・ルーツ・ミュージック・アルバム賞として統合された。
また同部門において、コンテンポラリー・フォークとアメリカーナ、コンテンポラリー・ブルースとトラディショナル・ブルースの区別がなくなってきたことから、ブルースのトラディショナルとコンテンポラリー、フォークのトラディショナルとコンテンポラリーがそれぞれ統合された。ワールドミュージック部門でもトラディショナルとコンテンポラリーが合併された。
クラシック音楽部門では最優秀クラシック・アルバム賞が広義すぎるため、この賞に受賞したアルバムがクラシック部門の他のアルバム賞でも受賞し重複することが多いため削除された。クラシックのアルバムも現在最優秀アルバム賞を受賞可能である。
その他にもより自然に近い名前に変更されるなど、小さな改変がいくつか加えられた。ゴスペル部門は「ゴスペル」という言葉がコンテンポラリー・クリスチャン・ミュージックとかけ離れた伝統的なソウル・ゴスペルを思い起こさせるため、ゴスペル/コンテンポラリー・クリスチャン・ミュージック部門となった。

## 会場
1971年までグラミー賞授賞式は毎年違う会場で行われ、元々はニューヨーク市とロサンゼルスが主催地であった。1962年、シカゴが主催地に加わり、1965年、ナッシュビルが第4の主催地となった。
1971年、ロサンゼルスのハリウッド・パラディアムで行われた第13回グラミー賞が、1箇所で行われた最初の授賞式となった。その後ニューヨーク市のマディソン・スクエア・ガーデンのフェルト・フォーラムに移動し、更にその後2年間はナッシュビルのテネシー・シアターで行われた。1974年から2003年、ニューヨーク市とロサンゼルスのいくつかの会場で行われた。主な会場はニューヨーク市のマディソン・スクエア・ガーデン、ラジオシティ・ミュージックホール、ロサンゼルスのシュライン・オーディトリアム、ステイプルズ・センター、ハリウッド・パラディアムである。
2004年、ステイプルズ・センターが恒久的授賞式会場となった。グラミー賞の歴史を振り返るグラミー博物館がステイプルズ・センターの向かい側のL.A.ライブに創設された。博物館の歩道にはハリウッド・ウォーク・オブ・フェームのように毎年の最優秀アルバム賞、最優秀レコード賞、最優秀楽曲賞の受賞者のブロンズ・ディスクが埋め込まれている。

## 受賞者
最多受賞者
ビヨンセが史上最多の32回の受賞者である。グループでは22回受賞のU2が最多である。
日本人受賞者

## 音楽家からの否定的な評価
1991年にアイルランドのシンガーソングライターであるシネイド・オコナーは4部門でノミネート（1部門受賞）されたが、商業的な祭典であることを理由に授賞式への参加を拒否した。これはグラミー賞史上初めての出来事となった。
1996年にアメリカのロックバンドであるパール・ジャムが最優秀ハードロック・パフォーマンス賞を受賞した際に、リードボーカルのエディ・ヴェダーが「この賞に何の意味があるのか分からない。全く意味がないと思う」とスピーチし、物議を醸した。
1996年にアメリカのシンガーソングライターであるマライア・キャリーが6部門にノミネートされていながら、受賞に至らなかったことが論争となった。キャリーのアルバム『デイドリーム』はアメリカで1,000万枚以上を売り上げ、ボーイズIIメンと共演したシングル『ワン・スウィート・デイ』が当時のビルボード Hot 100で史上最長となる16週連続1位を記録するなど、評論家たちはキャリーの受賞は間違いないものと予想していた。受賞を逃した瞬間のキャリーの落胆した表情がテレビ画面に映し出されたことも、話題となった。
2021年にカナダのラッパーであるドレイクはノミネートされたことを受けて、これを拒否し取り下げを要求した。
2022年にヒップホップレーベル「Rap-A-Lot Records」の代表であるJames Princeは、同年のグラミー賞授賞式と同日にヒップホップのイベントを開催するよう呼び掛けるなど、ヒップホップカルチャーでグラミー賞ボイコットの運動を起こした。

### 秘密委員会問題
秘密委員会は1989年に設置され、1995年から主要4部門の最終選考に関与していた。2019年にグラミー会長となったデボラ・ドゥーガンはノミネートの選考過程の見直しを唱えたところ、他の上層部からの猛反発を受け、2020年にグラミー協会から追放された。
2020年にザ・ウィークエンドのブラインディング・ライツが世界的に大ヒット。グラミー賞主要部門を独占すると予想されていたが、1部門もノミネートすらされなかったという事件が発生。これは、ザ・ウィークエンドが2021年スーパーボウルのハーフタイムショーに出演することが原因とも言われている。これを受けて、ザ・ウィークエンドはグラミー協会を猛批判し、今後のグラミー賞ボイコットを発表した。世論はザ・ウィークエンドを支持し、これを受けてグラミー協会は2021年以降の秘密委員会の廃止を決定した。

## 日本での放送

### テレビ中継
1989年の授賞式まではテレビ朝日系で放送され、翌1990年の授賞式からはテレビ東京系に移る。その後、1990年代後半よりWOWOWで放送されている。生中継は同時通訳を介して放送され、再放送は字幕スーパーによる放送となる。
2017年の放送
- WOWOWで生中継

案内役：ジョン・カビラ、ホラン千秋

### ラジオ中継
1980年に、FM大阪が日本国内での独占放送権を獲得し、JFN系全国ネットで放送された。なお、一時期阪急グループがラジオ中継の冠スポンサーに付き、同グループと関係が深い高島忠夫がメインパーソナリティを担当したことがある。その後、InterFM、2008年はミュージックバードが生中継した。親会社のTOKYO FMでもその一部を放送した。2014年は新たにcross fmが時報、コマーシャル無しでの生中継を実施。
2007年の放送
- InterFMが生中継。

2008年の放送
- MUSIC BIRD

パーソナリティ：萩原健太、荒ヶ田貴美
- TOKYO FM

パーソナリティ：西任白鵠（第1部）、Filiz（第2部）
- FM NORTH WAVE

パーソナリティ：タック・ハーシー
2009年以降の放送
- InterFMが生中継。

2014年以降の放送
- InterFM

パーソナリティ：アリ・モリズミ、南美布 / 現地リポーター：大友博
- cross fm

パーソナリティ：立山律子